# 塔迪亚·卡查尔
塔迪亚·卡查尔（1956年1月5日—），塞尔维亚男子拳击运动员。他曾代表南斯拉夫参加1976年夏季奥林匹克运动会拳击比赛，获得男子71公斤级银牌。

## 家庭
弟弟斯洛博丹·卡查尔。